# Hisøya (Agder)
Hisøya (également appelé Hisøy, historiquement Hisoen) est une île du comté d'Agder, au sud de la péninsule de Norvège. L'île fait partie de la municipalité de Arendal, depuis 1992.

## Description
Les principaux villages de l'île sont Kolbjørnsvik, His, Slåbervig et Sandviga. Le village de Kolbjørnsvik est situé en face du port de la ville d'Arendal. Deux ponts relient Hisøya au continent : le pont Strøm au nord-ouest de l'île et le pont Vippa au sud-ouest de l'île. En 2015, l'île abritait environ 4 450 personnes, ce qui lui donnait une densité de population d'environ 550 habitants par kilomètre carré.
L'île de 8,1 km2 se trouve le long de la côte de Skaggerak, dans le sud-est de la Norvège. Hisøya est séparée du continent au nord-ouest par la rivière Nidelva. L'île de Tromøy se trouve au nord-est, séparée d'Hisøya par le détroit de Galtesundet. Les petites îles d'Ærøya, Havsøya et Merdø se trouvent juste au sud-est d'Hisøya.
On y trouve aussi un phare désaffecté, le phare de Sandvigodden.

## Galerie

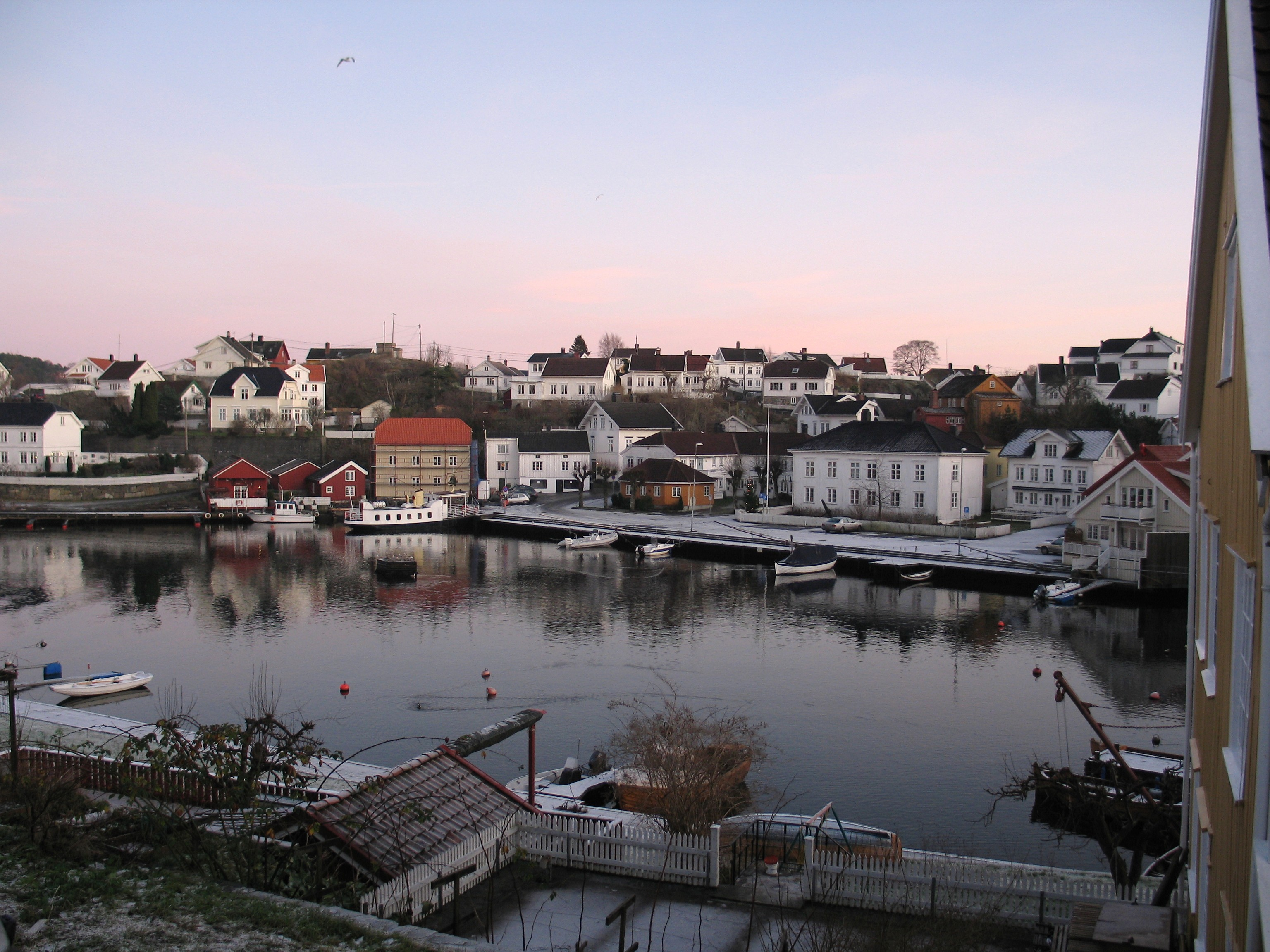
Kolbjørnsvik
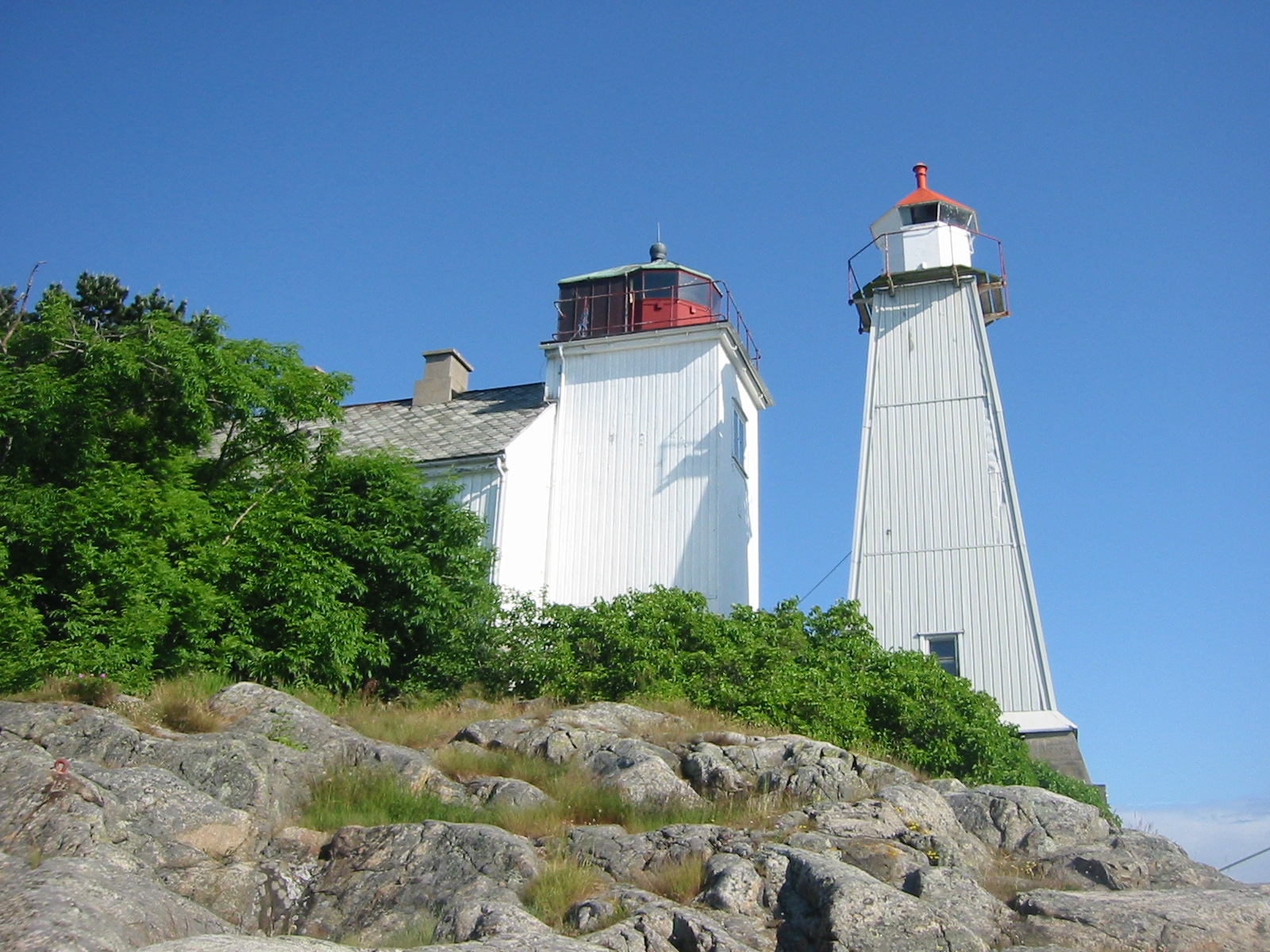
Le phare de Sandvigodden
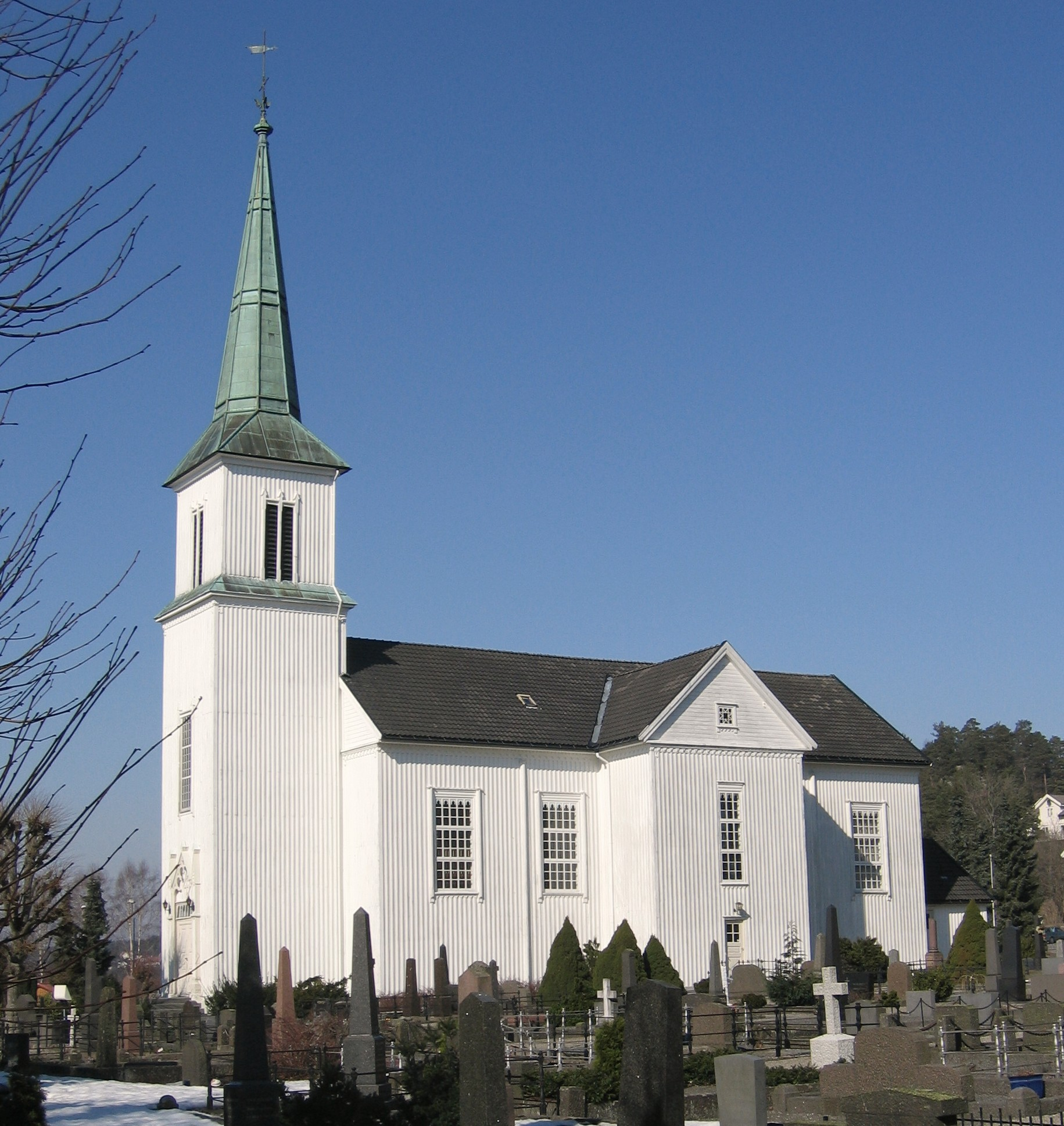
Eglise d'Hisøy